# Phonologie de l'oubykh
L'oubykh, une langue éteinte du Caucase du Nord-Ouest, est l'idiome possédant le plus grand inventaire de consonnes de toutes les langues documentées qui n'utilisent pas de clics jusqu'ici, et présente également le rapport le plus disproportionné entre consonnes phonémiques et voyelles. Il a des consonnes dans au moins huit, peut-être neuf, lieux d'articulation de base et 29 fricatives distinctes, 27 sibilantes et 20 uvulaires, plus que toute autre langue documentée. Certaines langues khoïsan, telles que le taa (ou !Xóõ), peuvent avoir des inventaires de consonnes plus importants en raison de leur utilisation intensive de clics, bien que certaines analyses considèrent une grande proportion de clics dans ces langues comme des clusters, ce qui les rapprocherait des langues caucasiennes.

## Consonnes

### Phonologie de l'oubykh standard
Vous trouverez ci-dessous une représentation en alphabet phonétique international de l’inventaire des consonnes de l'oubykh standard.
|                      |                 | Labiale | Labiale | Alvéolaire | Alvéolaire | Alvéolaire | Post-alvéolaire | Post-alvéolaire | Post-alvéolaire | Post-alvéolaire | Post-alvéolaire | Palatale | Vélaire | Vélaire      | Vélaire | Vélaire | Uvulaire | Uvulaire | Uvulaire     | Uvulaire | Uvulaire | Glottale |
| laminale fermée      | laminale fermée | Labiale | Labiale | Alvéolaire | Alvéolaire | Alvéolaire | laminale        | laminale        | apicale         |                 |                 | Palatale | Vélaire | Vélaire      | Vélaire | Vélaire | Uvulaire | Uvulaire | Uvulaire     | Uvulaire | Uvulaire | Glottale |
| pleine               | phar.           | pleine  | lab.    | sib.       | pleine     | lab.       | pleine          | lab.            | apicale         | pal.            | pleine          | Palatale | lab.    | phar. & lab. | pal.    | pleine  | lab.     | phar.    | phar. & lab. |          |          | Glottale |
| -------------------- | --------------- | ------- | ------- | ---------- | ---------- | ---------- | --------------- | --------------- | --------------- | --------------- | --------------- | -------- | ------- | ------------ | ------- | ------- | -------- | -------- | ------------ | -------- | -------- | -------- |
| Occlusive/ Affriquée | sourde          | p       | pˤ      | t          | tʷ         | t͡s         | t͡ʃ              |                 | t͡ɕ              | t͡ɕʷ             | ʈ͡ʂ              |          | kʲ      | k            | kʷ      |         | qʲ       | q        | qʷ           | qˤ       | qˤʷ      | (ʔ)      |
| Occlusive/ Affriquée | voisée          | b       | bˤ      | d          | dʷ         | d͡z         | d͡ʒ              |                 | d͡ʑ              | d͡ʑʷ             | ɖ͡ʐ              |          | ɡʲ      | ɡ            | ɡʷ      |         |          |          |              |          |          |          |
| Occlusive/ Affriquée | éjective        | pʼ      | pˤʼ     | tʼ         | tʷʼ        | t͡sʼ        | t͡ʃ'             |                 | t͡ɕʼ             | t͡ɕʷʼ            | ʈ͡ʂʼ             |          | kʲʼ     | kʼ           | kʷʼ     |         | qʲʼ      | qʼ       | qʷʼ          | qˤʼ      | qˤʷʼ     |          |
| Fricative            | sourde          | f       |         | ɬ          | (sʷ)       | s          | ʃ               | ʃʷ              | ɕ               | ɕʷ              | ʂ               |          |         | x            | (xʷ)    |         | χʲ       | χ        | χʷ           | χˤ       | χˤʷ      | h        |
| Fricative            | voisée          | v       | vˤ      |            | (zʷ)       | z          | ʒ               | ʒʷ              | ʑ               | ʑʷ              | ʐ               |          |         | ɣ            |         |         | ʁʲ       | ʁ        | ʁʷ           | ʁˤ       | ʁˤʷ      |          |
| Fricative            | éjective        |         |         | ɬʼ         |            |            |                 |                 |                 |                 |                 |          |         |              |         |         |          |          |              |          |          |          |
| Nasale               | Nasale          | m       | mˤ      | n          |            |            |                 |                 |                 |                 |                 |          |         |              |         |         |          |          |              |          |          |          |
| Spirante             | Spirante        |         |         | l          |            |            |                 |                 |                 |                 |                 | j        |         |              | w       | wˤ      |          |          |              |          |          |          |
| Roulée               | Roulée          |         |         | r          |            |            |                 |                 |                 |                 |                 |          |         |              |         |         |          |          |              |          |          |          |

1. il existe un grand nombre de séries de base ; l'oubykh a des consonnes de base à neuf lieux d'articulation.
2. Le coup de glotte [ʔ] est également noté, mais uniquement comme un allophone de /qʼ/ .
3. Les trois séries post-alvéolaires sont traditionnellement appelées respectivement post-alvéolaire, alvéolo-palatales et rétroflexes et ont été transcrites avec leurs symboles associés.
4. Les séries post-alvéolaires laminales et apicales sont plus précisément transcrites comme /ʃ̻/ et /ʃ̺/ , respectivement.
5. Il n'existe pas de notation API standard pour les sons post-alvéolaires laminaux fermés. Ils sont transcrits ŝ, ẑ, t͡ŝ, etc. par Catford, ou parfois comme ⟨ ʆ ⟩, ⟨ ʓ ⟩, ⟨ t͡ʆ ⟩, etc.
6. Les occlusives vélaires /k/ /ɡ/ /kʼ/ et la fricative labio-dentale /v/ ne se trouvent que dans les emprunts turcs et circassiens.
7. En dehors des labiales, les fricatives /v/ /vˤ/ /f/ sont labio-dentales, et les autres bilabiales.
8. /tʷ, dʷ, tʷʼ/ peuvent également être prononcées [t͡p, d͡b, t͡pʼ][1],[2].

Toutes ces 84 consonnes, sauf quatre, se trouvent dans le vocabulaire natif. Les occlusives vélaires /k/ /ɡ/ /kʼ/ et la fricative labio-dentale voisée /v/ se retrouvent principalement dans les emprunts et les onomatopées : /ɡaarɡa/ (corbeau) du turc karga, /kawar/ (latte) du laze k'avari (bardeau de toiture), /makʼəf/ (succession, héritage) du turc vakıf, /vər/(le bruit du verre brisé). De même, les consonnes bilabiales pharyngées /pˤ/ /pˤʼ/ sont presque exclusivement notés dans les mots où ils sont associés à une autre consonne pharyngée (par exemple, /qˤʼaapˤʼa/, poignée), mais on les trouve parfois en dehors de ce contexte (par exemple, la racine verbale /tʼaapˤʼ/, exploser, éclater). Enfin, /h/ se trouve principalement dans les interjections et les emprunts, avec /hənda/ (maintenant) le seul vrai mot natif à contenir le phonème. La fréquence des consonnes en oubykh est assez variable ; le phonème /n/ représente à lui seul plus de 12 % de toutes les consonnes rencontrées dans le texte connecté, en raison de la présence du phonème dans les suffixes ergatifs et obliques du singulier et du pluriel, du préfixe d'accord verbal ergatif à la troisième personne du singulier et du pluriel, du suffixe dérivé adverbial, du présent et les suffixes de temps imparfaits, et dans les suffixes désignant plusieurs formes verbales non finies.
Très peu d'allophones de consonnes sont notés, principalement parce qu'une petite différence acoustique peut être phonémique lorsqu'un grand nombre de consonnes sont impliquées. Cependant, les fricatives labialisées alvéolo-palatales /ɕʷ ʑʷ/ étaient parfois réalisées sous forme de fricatives labialisées alvéolaires [sʷ zʷ], et la consonne éjective uvulaire /qʼ/ était souvent prononcée comme un coup de glotte [ʔ] au suffixe du passé -/qʼa/, en raison de l'influence des langues comme le kabarde et l'adyguéen.
La consonne /pˤ/ n'est pas attestée en début de mot, et /pˤʼ/ ne se trouve initialement que dans le nom personnel /pˤʼapˤʼəʒʷ/, mais n'importe quelle autre consonne peut se trouver en début de mot. Les restrictions sur les consonnes finales des mots n'ont pas encore été étudiées ; cependant, l'oubykh a une légère préférence pour les syllabes ouvertes (CV) par rapport aux syllabes fermées (VC ou CVC). Les consonnes pharyngéisées /mˤ/ et /wˤ/ n'ont pas été rencontrées en fin de mot, mais il s'agit probablement d'une anomalie statistique due à la rareté de ces consonnes, chacune n'étant attestée que dans une poignée de mots.
La consonne roulée alvéolaire /r/ n'est pas courante dans le lexique natif de l'Oubykh, apparaissant principalement dans les mots empruntés. Cependant, le phonème véhicule un concept phonesthèmique de roulement ou d'action répétée dans quelques verbes, notamment /bəqˤʼəda/ ~ /bəqˤʼərda/ (rouler) et /χˤʷəχˤʷəda/ ~ /χˤʷəχˤʷərda/ (glisser).

### Phonologie de l'oubykh de Karacalar
Un dialecte divergent de l'oubykh, parlé par Osman Güngör, un habitant de Karacalar dans la province de Balıkesir, est étudié par Georges Dumézil dans les années 1960. Ci-dessous se trouve une représentation en alphabet phonétique international de l'inventaire des consonnes de l'oubykh de Karacalar.
|                      |                 | Labiale | Labiale | Labiale | Aléolaire | Aléolaire | Post-alvéolaire | Post-alvéolaire | Post-alvéolaire | Post-alvéolaire | Post-alvéolaire | Palatale | Vélaire | Vélaire | Vélaire | Uvulaire | Uvulaire  | Uvulaire   | Uvulaire | Uvulaire | Glottale |
| laminale fermée      | laminale fermée | Labiale | Labiale | Labiale | Aléolaire | Aléolaire | laminale        | laminale        | apicale         |                 |                 | Palatale | Vélaire | Vélaire | Vélaire | Uvulaire | Uvulaire  | Uvulaire   | Uvulaire | Uvulaire | Glottale |
| pleine               | gem.            | phar.   | pleine  | sib.    | pleine    | lab.      | pleine          | lab.            | apicale         | pleine          | gem.            | Palatale | lab.    | pleine  | gem.    | lab.     | gem. lab. | phar. lab. |          |          | Glottale |
| -------------------- | --------------- | ------- | ------- | ------- | --------- | --------- | --------------- | --------------- | --------------- | --------------- | --------------- | -------- | ------- | ------- | ------- | -------- | --------- | ---------- | -------- | -------- | -------- |
| Occlusive/ Affriquée | sourde          | p       | pː      |         | t         | t͡s        | t͡ʃ              |                 | tɕ              | tɕʷ             | ʈ͡ʂ              |          | k       | kː      | kʷ      | q        | qː        | qʷ         | qːʷ      | (qˤʷ)    | (ʔ)      |
| Occlusive/ Affriquée | voisée          | b       | bː      | (bˤ)    | d         | d͡z        | d͡ʒ              |                 | dʑ              | dʑʷ             | ɖ͡ʐ              |          | ɡ       | ɡː      | ɡʷ      |          |           |            |          |          |          |
| Occlusive/ Affriquée | éjective        | pʼ      | pːʼ     |         | tʼ        | t͡sʼ       | t͡ʃ'             |                 | tɕʼ             | tɕʷʼ            | ʈ͡ʂʼ             |          | kʼ      | kːʼ     | kʷʼ     | qʼ       | qːʼ       | qʷʼ        | qːʷʼ     |          |          |
| Fricative            | sourde          | f       |         |         | ɬ         | s         | ʃ               | ʃʷ              | ɕ               |                 | ʂ               |          | x       |         |         | χ        | χː        | χʷ         | χːʷ      |          | h        |
| Fricative            | voisée          | v       | vː      |         |           | z         | ʒ               | ʒʷ              | ʑ               |                 | ʐ               |          |         |         |         | ʁ        | ʁː        | ʁʷ         | ʁːʷ      |          |          |
| Fricative            | éjective        |         |         |         | ɬʼ        |           |                 |                 |                 |                 |                 |          |         |         |         |          |           |            |          |          |          |
| Nasale               | Nasale          | m       | mː      |         | n         |           |                 |                 |                 |                 |                 |          |         |         |         |          |           |            |          |          |          |
| Spirante             | Spirante        |         |         |         | l         |           |                 |                 |                 |                 |                 | j        | w       | wː      |         |          |           |            |          |          |          |
| Roulée               | Roulée          |         |         |         | r         |           |                 |                 |                 |                 |                 |          |         |         |         |          |           |            |          |          |          |

Le parler de Güngör diffère phonologiquement de l'oubykh standard sur plusieurs aspects :
- les occlusives alvéolaires labialisées /dʷ/ /tʷ/ /tʷʼ/ ont fusionné dans les occlusives bilabiales correspondantes /b/ /p/ /pʼ/.
- Les fricatives alvéolo-palatales labialisées /ɕʷ/ /ʑʷ/ ont fusionné avec leurs homologues post-alvéolaires /ʃʷ/ /ʒʷ/.
- /ɣ/ semble avoir disparu.
- La pharyngalisation n'est plus distinctive, ne survivant que sur les lexèmes /abˤa/ (être malade) et /qˤʷə/ (aboyer), et étant remplacé dans de nombreux cas par la gémination (standard /wˤa/ (chien) → Karacalar /wːa/), et dans au moins un cas par une éjective (standard /tsaqˤapˤə/ (maïs rôti) → Karacalar /tsaqʼapʼə/).
- La palatalisation des consonnes uvulaires n'est plus phonologique, étant également remplacée dans de nombreux cas par la gémination (standard /qʲa/ (tousser) → Karacalar /qːa/).
- L'affriquée rétroflexe /ɖʐ/ a, au moins dans certains cas, fusionné avec /dʒ/ .

## Voyelles
L'oubykh a très peu de voyelles phonologiques. L'analyse de Vogt (1963) retient /oː/ comme voyelle distincte, mais la plupart des autres linguistes n'acceptent pas cette analyse, préférant une avec une distinction verticale plus simple : /ə/ et /a/. D'autres voyelles, notamment /u/, apparaissent dans certains emprunts. La question de savoir si une voyelle supplémentaire /aa/ devrait être retenue est débattue, car il ne diffère pas de /a/ en longueur mais en qualité. Cependant, phonologiquement et diachroniquement, il est souvent dérivé de deux instances de /a/.
|        | Central | Dos |
| ------ | ------- | --- |
| Fermer |         | (u) |
| Milieu | ə       |     |
| Ouvrir | a       |     |

Même avec si peu de voyelles, il existe de nombreuses voyelles allophones, affectées par l'articulation secondaire des consonnes qui les entourent. Onze voyelles phonétiques de base apparaissent, dérivées pour la plupart des deux voyelles phonémiques adjacentes aux consonnes labialisées ou palatalisées. Les voyelles phonétiques sont [a e i o u ə] et [aː eː iː oː uː]. En général, les règles suivantes s'appliquent (C veut dire consonne, Cʷ veut dire consonne labialisée, et Cʲ veut dire consonne palatalisée) : 
/Cʷa/ → [Co] et /aw/ → [oː]
/Cʲa/ → [Ce] et /aj/ → [eː]
/Cʷə/ → [Cu] et /əw/ → [uː]
/Cʲə/ → [Ci] et /əj/ → [iː]
D'autres voyelles plus complexes ont été notées comme allophones : /ajəwʃqʼa/ (tu l'as fait) peut devenir [ayʃqʼa], par exemple. Parfois, lorsque des voyelles sont en contact de consonnes nasales (en particulier /n/), l'ensemble peut se désintégrer en voyelle nasale. Par exemple, /najnʃʷ/ (jeune homme) a été noté comme [nɛ̃jʃʷ].
La voyelle /a/ apparaît très fréquemment en début de mot, notamment dans la fonction d'article défini. La voyelle /ə/ n'est que peu présente en début de mot, n'apparaissant que dans les formes verbales ditransitives où les trois arguments sont à la troisième personne, par exemple /əntʷən/ (il le lui a donné, normalement prononcé /jəntʷən/). La voyelle /ə/ peut être également élidée pour fournir une forme encore plus courte /ntʷən/.
Les deux voyelles apparaissent sans restriction en fin de mot. Cependant, lorsque /ə/ n'est finalement pas accentué, il a tendance à être élidé : /tʷə/ (père) devient la forme définitive /atʷ/ (le père). En fait, l’alternance entre /ə/ et la voyelle zéro n'est souvent pas phonologique et peut également être supprimée en interne : /maqʷəta/ ~ /maqʷta/ (houe). Ce type d'allomorphie est appelé allomorphe zéro.
Fenwick (2011) avance qu'il y a trois voyelles : [ɐ], [ɜ] et [ɨ], qui correspondent respectivement aux voyelles /aa/, /a/ et /ə/ selon Dumézil, et qui seraient mises en évidence dans le triplet minimal /ɐsʃɨn/ (Je traie X), /ɐsʃɜn/ (Je moissonne X), et /ɐsʃɐn/ (Je les traie, je les moissonne).